# الدوري البلغاري الممتاز 1995-96
الدوري البلغاري الممتاز 1995-96 (بالبلغارية: „А“ група 1995/96)‏ هو الموسم 72 من الدوري البلغاري الممتاز. أشرف على تنظيمه اتحاد بلغاريا لكرة القدم، وكان عدد الأندية المشاركة فيه 16، وفاز فيه سلافيا صوفيا.